# Mary Jackson (enginyera)
Mary Winston Jackson (Hampton, Virgínia, 9 d'abril de 1921 - 11 de febrer de 2005) va ser una matemàtica i enginyera aeroespacial nord-americana, que va treballar per al Comitè Consultiu Nacional per a l'Aeronàutica (NACA), que més tard es transformaria en la NASA.
Va treballar al Centre de Recerca de Langley la major part de la seva vida, començant com a calculista en la divisió segregada de Càlcul de l'Àrea Oest, i més tard arribaria a ser la primera enginyera negra de la NASA. Després de 34 anys a la NASA, Jackson va assolir el lloc més alt possible per a enginyers, i es va adonar que no podia ascendir més sense ser abans supervisor. En arribar a aquest punt va decidir acceptar una degradació per passar a ser directora de dos programes al mateix temps: el Federal Women's Program a l'oficina d'Igualtat d'Oportunitats, i el Affirmative Action Program. En aquests càrrecs va treballar per influir tant en la contractació com en la promoció de dones a la NASA, en l'àmbit de la ciència, l'enginyeria i les matemàtiques.  
La història de Jackson fou retratada en el llibre de no-ficció Figures Ocultes (2016), escrit per Margot Lee Shetterly. Jackson, juntament amb Katherine Johnson i Dorothy Vaughan, protagonitza l'adaptació cinematogràfica del llibre que s'estrenà al mateix any.
Al 2019, Jackson fou guardonada pòstumament amb la Medalla d'Or del Congres dels Estats Units. L'any 2021, l'oficina central de la NASA situada a Washington D.C. fou batejada com la Mary W. Jackson NASA Headquarters.

## Formació i carrera professional
Mary Jackson va néixer el 9 d'abril de 1921, filla d'Ella Scott i Frank Winston. Va créixer a Hampton, Virgínia, i es va graduar de l'escola George P. Phenix amb els més grans honors.
Mary Jackson es va graduar en Matemàtiques i en Ciències físiques en el Hampton Institute el 1942. Va ser membre de la germandat Alfa Kappa Alfa.

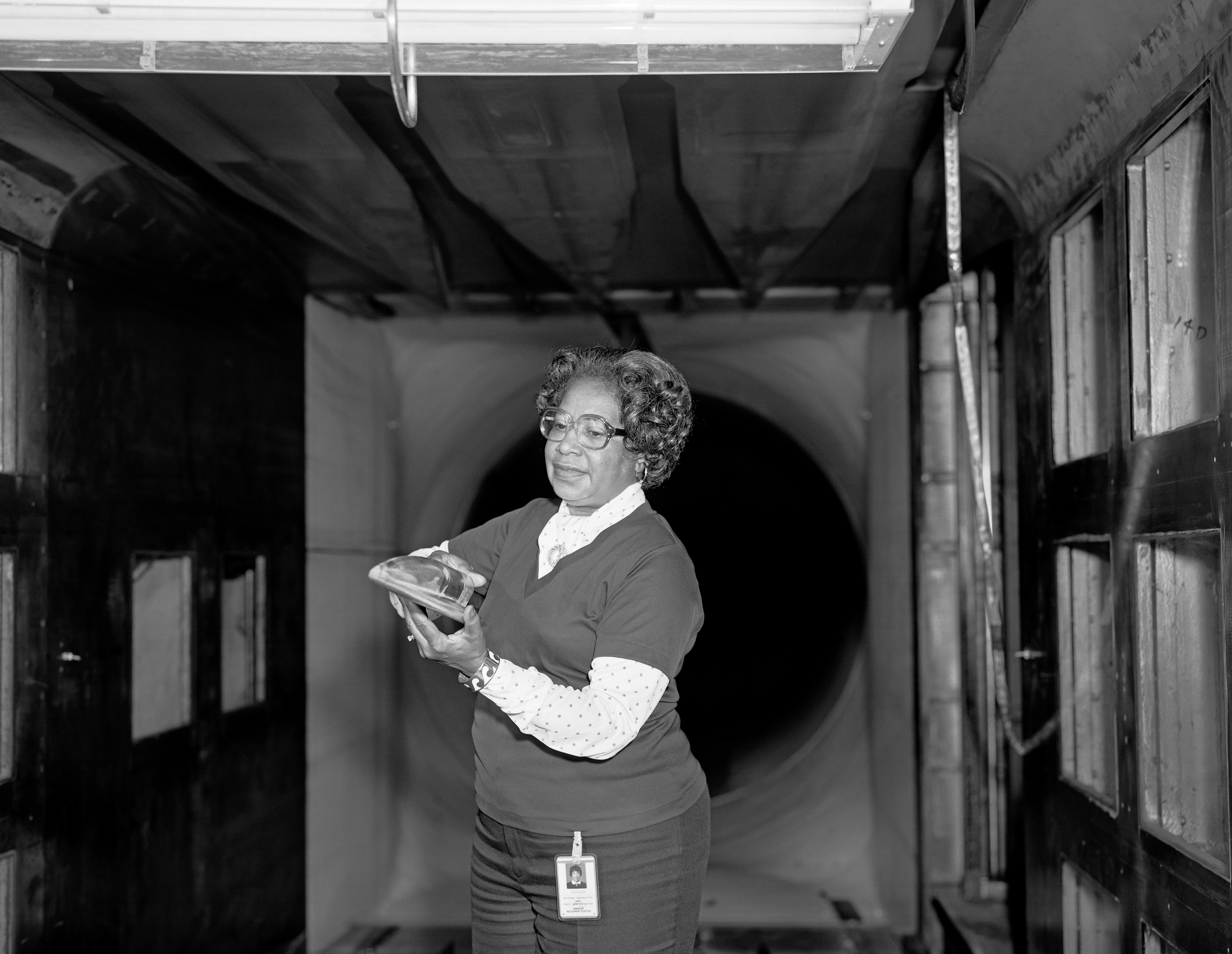
Mary Jackson subjectant un model de túnel del vent

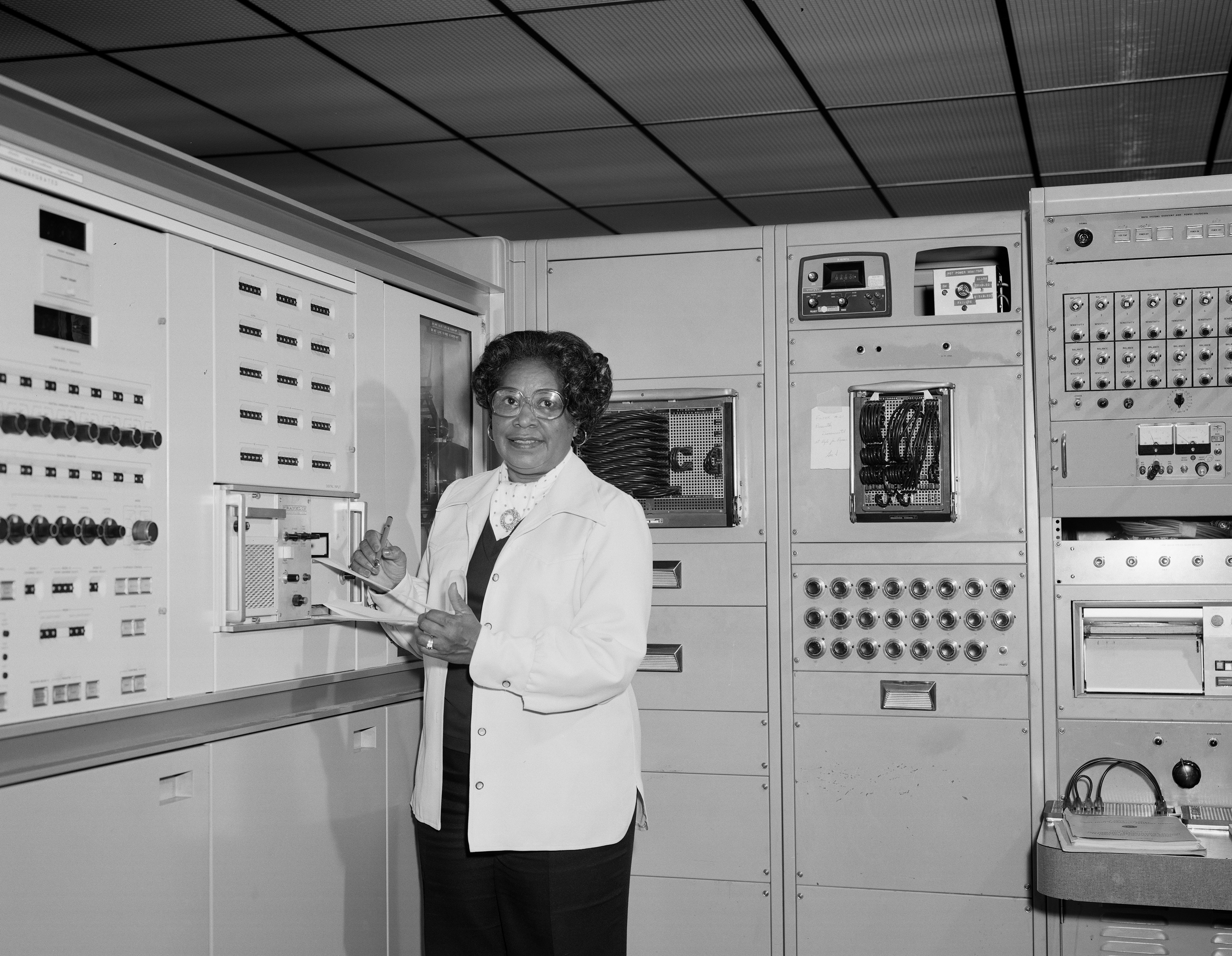
Mary Jackson treballant al Centre de Recerca de Langley

Després de graduar-se, Jackson va ensenyar matemàtiques en una escola negra al Comtat de Calvert, Maryland durant un any. També va treballar com a tutora d'alumnat d'institut i universitari, tasca que va realitzar durant tota la seva vida. El 1943 es va fer tenedora de llibres del Centre Comunitari Catòlic Nacional a Hampton. Després d'això va treballar com a recepcionista i empleada en el departament de Salut del Hampton Institute; va interrompre el seu treball en néixer el seu fill. El 1951 entra a treballar com a empleada a l'Oficina del Cap, del Campament de les Forces Armades a Fort Monroe.
El 1951 entra a treballar per al Comitè Consultiu Nacional d'Aeronàutica (NACA). Va començar la seva carrera com a matemàtica de recerca, o informàtica al Centre de Recerca de Langley a la seva ciutat natal de Hampton, Virginia. Va treballar sota les ordres de Dorothy Vaughan en la secció segregada coneguda com a Secció d'Informàtica de l'Àrea Oest.
El 1953 va acceptar una oferta per treballar per a l'enginyer Kazimierz Czarnecki en el Túnel de Pressió Supersònic, un túnel de vent d'1,2 per 1,2 metres i 45.000 quilowatts, usat per estudiar les forces sobre un model en generar vents de gairebé dues vegades la velocitat del so. Czarnecki va animar Jackson a preparar-se per ascendir a enginyera. Per aconseguir la promoció a enginyera, Jackson va necessitar llicenciar-se en matemàtiques i física en cursos nocturns. Els estudis estaven gestionats per la Universitat de Virgínia, però es realitzaven a l'institut de secundària de Hampton, que era en aquell moment una institució tan sols per a blancs, per la qual cosa Jackson va haver de presentar una petició a l'ajuntament de Hampton perquè li deixessin assistir a les classes. Després de completar els cursos, va ser promoguda a enginyera aeroespacial el 1958, i fou la primera dona negra que arribà al grau d'enginyer a la NASA. Va passar llavors a treballar analitzant les dades dels experiments del túnel de vent i també de dades obtingudes amb vols de naus reals a la Secció d'Aerodinàmica Teòrica de la Divisió d'Aerodinàmica Subsònica i Transònica a Langley. El seu objectiu era entendre el flux d'aire, incloent les forces d'embranzida i arrossegament.
Durant els anys com a enginyera a la NASA, va treballar en diverses divisions: la Divisió de Recerca de la Compresibilitat, Divisió de Recerca a escala Real, Divisió d'Aerodinàmica de l'Alta Velocitat, i la Divisió d'Aerodinàmica Subsònica-Transònica. És autora o coautora de 12 articles (papers) tècnics per a la NACA i la NASA.Va treballar per ajudar dones i altres minories a ascendir en les seves carreres, incloent l'assessorament sobre com estudiar per poder canviar els seus títols de matemàtiques a enginyeres, millorant les seves oportunitats d'ascens, com ella mateixa havia fet abans.
Va continuar treballant a la NASA fins a la seva jubilació el 1985.

## Vida personal
Durant més de trenta anys Jackson va ser dirigent d'un grup femení Scout. Es va distingir per ajudar a joves negres de la seva comunitat a crear un túnel de vent en miniatura en els anys setanta, perquè el poguessin fer servir per fer experiments. "Hem de fer alguna cosa així per interessar-los per la ciència", va dir en un article per al diari local.
Jackson va estar casada i va tenir dos fills. Va morir l'11 de febrer de 2005 a l'edat de 83 anys.

## Llegat
La pel·lícula de 2016 Figures ocultes narra les carreres de Jackson, Katherine Johnson i Dorothy Vaughan i específicament el seu treball en el Programa Mercury i Apollo 11. La pel·lícula es basa en el llibre del mateix nom de Margot Lee Shetterly. El paper de Jackson és interpretat en la pel·lícula per Janelle Monáe.

## Premis i honors
- Apollo Group Achievement Award, 1969.[7][11]
- Daniels Alumni Award per un servei excepcional a joves en desavantatge.[11]
- Consell NacionalPublicacionesde Dones Negres, Inc. Certificat de Reconeixement per Servei Excepcional a la Comunitat.[11]
- Distinguished Service Award pel seu treball amb la Campanya Federal Combinada que representa a les Agències Humanitàries, 1972.[11]
- Premi excepcional del voluntari del Centre de Recerca de Langley, 1975.[11]
- Voluntari de l'Any del Centre de Recerca de Langley, 1976.[11]
- Iota Lambda Premio de la Germanor de la Península Excepcional Dona Científica, 1976.[11]
- Premi excepcional del Centre Comunitari de King Street.[11]
- Tribute Award de l'Associació Tècnica Nacional, 1976.[11]
- Capítol de Hampton Roads "Llibre de Golden Deeds" per al servei.[11]
- Langley Centre de Recerca Certificat d'Agraïment, 1977-1977.[11]

## Publicacions
- Czarnecki, K. R.; Jackson, Mary W. (setembre1958), Effects of Nose Angle and Mach Number on Transition on Cones at Supersonic Speeds (NACA TN 4388), National Advisory Committee for Aeronautics

- Jackson, Mary W.; Czarnecki, K.R. (1960), Investigation by Schlieren Technique of Methods of Fixing Fully Turbulent Flow on Models at Supersonic Speeds, 242, National Aeronautics and Space Administration

- Czarnecki, K. R.; Jackson, Mary W. (gener 1961), Effects of Cone Angle, Mach Number, and Nose Blunting on Transition at Supersonic Speeds (NASA TN D-634), NASA Langley Research Center
- Jackson, Mary W.; Czarnecki, K. R. (juliol 1961), Boundary-Layer Transition on a Group of Blunt Nose Shapes at a Mach Number of 2.20 (NASA TN D-932), NASA Langley Research Center
- Czarnecki, K.R.; Jackson, Mary W.; Munta, William J. (1963), Studies of Skin Friction at Supersonic Speeds (Turbulent Boundary Layer and Skin Friction Data for Supersonic Transports)
- Jackson, Mary W.; Czarnecki, K. R.; Munta, William J. (juliol 1965), Turbulent Skin Friction at High Reynolds Numbers and Low Supersonic Velocities, National Aeronautics and Space Administration
- Czarnecki, K.R.; Jackson, M.W.; Sorrells, R. B. III (1 de desembre de 1966), Measurement by wake momentum surveys at Mach 1.61 and 2.01 of turbulent boundary-layer skin friction on five swept wings, National Aeronautics and Space Administration

- Czarnecki, K.R.; Allen, J. M.; Jackson, M.W. (1 de gener de 1967), Boundary-layer transition on hypersonic-cruise aircraft, National Aeronautics and Space Administration
- Czarnecki, K.R.; Jackson, M.W. (1 de novembre de 1970), Theoretical pressure distributions over arbitrarily shaped periodic waves in subsonic compressible flow and comparison with experiment, National Aeronautics and Space Administration
- Czarnecki, K.R.; Jackson, Mary W. (desembre1975). "Turbulent Boundary-Layer Separation due to a Forward-Facing Step". AIAA Journal. 13 (12): 1585–1591. doi:10.2514/3.60582.